# Cichowski
Cichowski – polskie nazwisko utworzone sufiksem -(ow)ski od popularnych nazw miejscowych takich jak Cichowo, Cichów lub Ciche.

## Osoby noszące nazwisko
- Adolf Cichowski (1794–1854) – uczestnik wojen napoleońskich, oficer;
- Andrzej Cichowski (1894–1974) – polski prawnik;
- Andrzej Michał Cichowski – podstarości i sędzia grodzki krasnostawski;
- Antoni Cichowski (ok. 1890–…) – polski włamywacz-kasiarz;
- Henryk Cichowski (1892–1936) – polski duchowny katolicki, teolog;
- Henryk Cichowski (inżynier) (1851–1910) – polski inżynier;
- Janusz Cichowski (1987) – polski judoka;
- Kazimierz Cichowski (1887–1937) – działacz robotniczy;
- Mikołaj Cichowski (1598–1669) – jezuita, pisarz i polemista religijny;
- Roman Cichowski (przedsiębiorca) (1818–1889) – polski właściciel ziemski, wynalazca i działacz polityczny;
- Roman Cichowski (samorządowiec) (1878–1953) – polski adwokat i samorządowiec.